# Otte-tusinder
Otte-tusinder (el. Eight-thousander) er betegnelse for de 14 bjerge på Jorden, der er mere end 8.000 meter høje. Betegnelsen udtrykker samtidig en af de største udfordringer for bjergbestigere, nemlig den udfordring at bestige samtlige disse 14 bjerge. De ligger alle i Himalaya- og Karakoram-bjergkæderne.
Det første forsøg på at bestige et bjerg på over 8.000 meter foregik i 1895, hvor en ekspedition ledet af Albert F. Mummery og J. Norman Collie forsøgte at bestige Nanga Parbat. Bestigningen endte i en katastrofe, hvor Mummery og to gurkhas mistede livet i en lavine.
Den første bestigning af et bjerg over 8.000 meter, som lykkedes, blev foretaget af Maurice Herzog og Louis Lachenal, der nåede toppen af Annapurna den 5. juni 1950.
Den første person, som nåede på toppen af samtlige 14 bjerge var italieneren Reinhold Messner. Missionen var fuldført den 16. oktober 1986.
Siden er disse bjergtoppe pr. 2007 blevet besteget af i alt 15 personer.

## Liste over bjerge på mere end 8.000 meter
| Bjerg         | Højde   | Land           | Første bestigning | Først(e) på toppen | Første vinter- bestigning | Først(e) på toppen om vinteren                                                       | Bestigninger i alt | Dødsfald i alt | Dødsrate i % | Dødsrate i % før 1990 | Dødsrate i % efter 1990 |
| ------------- | ------- | -------------- | ----------------- | --- | ------------------------- | ------------------------------------------------------------------------------------ | ------------------ | -------------- | ------------ | --------------------- | ----------------------- |
| Everest       | 8.848 m | Kina /Nepal    | 29. maj 1953      | Edmund Hillary, New Zealand Tenzing Norgay, Nepal                                                                               | 17. februar 1980          | Krzysztof Wielicki, Polen Leszek Cichy, Polen                                        | 1924               | 179            | 9,3%         | 37%                   | 4,4%                    |
| K2            | 8.611 m | Kina /Pakistan | 31. juli 1954     | Achille Compagnoni, Italien Lino Lacedelli, Italien                                                                             |                           |                                                                                      | 198                | 53             | 26,8%        | 41%                   | 19,7%                   |
| Kanchenjunga  | 8.586 m | Indien /Nepal  | 25. maj 1955      | George Band, England Joe Brown, England                                                                                         | 11. januar 1986           | Jerzy Kukuczka, Polen Krzysztof Wielicki, Polen                                      | 185                | 40             | 21,6%        | 21%                   | 22%                     |
| Lhotse        | 8.516 m | Kina /Nepal    | 18. maj 1956      | Fritz Luchsinger, Schweiz Ernst Reiss, Schweiz                                                                                  | 31. december 1988         | Krzysztof Wielicki, Polen                                                            | 243                | 11             | 4,5%         | 14%                   | 2%                      |
| Makalu        | 8.463 m | Kina /Nepal    | 15. maj 1955      | Jean Couzy, Frankrig Lionel Terray, Frankrig                                                                                    | 9. februar 2009           | Simone Moro, Italien Denis Urubko, Kasakhstan                                        | 206                | 22             | 10,7%        | 16%                   | 8,5%                    |
| Cho Oyu       | 8.201 m | Kina /Nepal    | 19. oktober 1954  | Joseph Joechler, Østrig Pasang Dawa Lama, Nepal Herbert Tichy, Østrig                                                           | 12. februar 1985          | Maciej Berbeka, Polen Maciej Pawlikowski, Polen                                      | 1400               | 35             | 2,5%         | 7%                    | 2%                      |
| Dhaulagiri    | 8.167 m | Nepal          | 13. maj 1960      | Kurt Diemberger, Østrig Peter Diener, Østrig Nawang Dorje, Nepal Nima Dorje, Nepal Ernst Forrer, Østrig Albin Schelbert, Østrig | 21. januar 1985           | Jerzy Kukuczka, Polen Andrzej Czok, Polen                                            | 313                | 56             | 17,9%        | 31%                   | 11%                     |
| Manaslu       | 8.163 m | Nepal          | 9. maj 1956       | Toshia Imanishi, Japan Gyalzen Norbu, Nepal                                                                                     | 12. januar 1984           | Maciej Berbeka, Polen Ryszard Gajewski, Polen                                        | 240                | 52             | 21,7%        | 35,2%                 | 13,4%                   |
| Nanga Parbat  | 8.125 m | Kashmir        | 3. juli 1953      | Hermann Buhl, Østrig |                           |                                                                                      | 216                | 61             | 28,2%        | 77%                   | 5,5%                    |
| Annapurna     | 8.091 m | Nepal          | 3. juni 1950      | Maurice Herzog, Frankrig Louis Lachenal, Frankrig                                                                               | 3. februar 1987           | Jerzy Kukuczka, Polen Artur Hajzer, Polen                                            | 130                | 53             | 40,8%        | 66%                   | 19,7%                   |
| Gasherbrum I  | 8.068 m | Kina /Pakistan | 5. juli 1958      | Andrew Kauffman, USA Peter Schoening, USA                                                                                       | 9. mats 2012              | Adam Bielecki, Polen Janusz Gołąb, Polen                                             | 195                | 21             | 10,8%        | 15,5%                 | 8,8%                    |
| Broad Peak    | 8.047 m | Kina /Pakistan | 9. juni 1957      | Hermann Buhl, Østrig Kurt Diemberger, Østrig Marcus Schmuck, Østrig Fritz Wintersteller, Østrig                                 | 5. marts 2013             | Adam Bielecki, Polen Artur Malek, Polen Maciej Berbeka, Polen Tomasz Kowalski, Polen | 255                | 18             | 7,2%         | 5%                    | 8,6%                    |
| Gasherbrum II | 8.035 m | Kina /Pakistan | 8. juli 1956      | Josef Larch, Østrig Fritz Moravec, Østrig Hans Willenpart, Østrig                                                               |                           |                                                                                      | 650                | 17             | 2,6%         | 7.8%                  | 0,4%                    |
| Shishapangma  | 8.027 m | Kina           | 2. maj 1964       | 10 bestigere ledet af Hsu Ching, Kina                                                                                           | 14. januar 2005           | Piotr Morawski, Polen Simone Moro, Italien                                           | 201                | 19             | 9,5%         | 2%                    | 16,8%                   |

## Liste over de bjergbestigere som har nået toppen af de 14 bjerge
|    | Navn                           | Periode   | Nationalitet  |
| -- | ------------------------------ | --------- | ------------- |
| 1  | Reinhold Messner               | 1970-1986 | Italien       |
| 2  | Jerzy Kukuczka                 | 1979-1987 | Polen         |
| 3  | Erhard Loretan                 | 1982-1995 | Schweiz       |
| 4  | Carlos Carsolio                | 1985-1996 | Mexico        |
| 5  | Krzysztof Wielicki             | 1980-1996 | Polen         |
| 6  | Juanito Oiarzabal              | 1985-1999 | Spanien       |
| 7  | Sergio Martini                 | 1976-2000 | Italien       |
| 8  | Hong-Gil Um                    | 1988-2000 | Syd Korea     |
| 9  | Park Young Seok                | 1993-2001 | Syd Korea     |
| 10 | Alberto Inurrategi             | 1991-2002 | Spanien       |
| 11 | Han Wang Yong                  | 1994-2003 | Syd Korea     |
| 12 | Vladislav Terzyul*             | 1993-2004 | Ukraine       |
| 13 | Ed Viesturs                    | 1989-2005 | USA           |
| 14 | Alan Hinkes*                   | 1987-2005 | England       |
| 15 | Silvio Mondinelli              | 1993-2007 | Italien       |
| 16 | Iván Vallejo                   | 1999-2008 | Ecuador       |
| 17 | Denis Urubko                   | 2000-2009 | Kasakhstan    |
| 18 | Ralph Dujmovits                | 1990-2009 | Tyskland      |
| 19 | Veikka Gustafsson              | 1993-2009 | Finland       |
| 20 | Andrew Lock                    | 1993-2009 | Australien    |
| 21 | João Garcia                    | 1993-2010 | Portugal      |
| 22 | Piotr Pustelnik                | 1990-2010 | Polen         |
| 23 | Oh, Eun-Sun*                   | 1997-2010 | Syd Korea     |
| 24 | Edurne Pasaban                 | 2001-2010 | Spanien       |
| 25 | Nirmal Purja (en) (Nims Purja) | 2019-2019 | Nepal/England |

## Galleri
- Everest
- K2
- Kangchenjunga
- Lhotse
- Cho Oyu
- Dhaulagiri
- Manaslu
- Nanga Parbat
- Annapurna
- Broad Peak
- Gasherbrum II
- Shishapangma